# نقطه بحرانی کوانتومی
یک نقطه بحرانی کوانتومی در نمودار فاز از یک ماده جایست که در آن گذار فاز پیوسته در صفر مطلق اتفاق می‌افتد. نقطه بحرانی کوانتومی به‌طور معمول زمانی حاصل می‌شود که با فشار افزوده یک گذار فاز دمایی غیر صفر به صفر برده شود که این کار با استفاده از ابزارهایی نظیر فشار، میدان یا داپینگ صورت می‌گیرد. انتقال فاز معمولی در دمای غیر صفر رخ می‌دهد و این زمانی است که افزایش نوسانات حرارتی منجر به
تغییر در حالت فیزیکی یک سیستم شود. تحقیقات فیزیک ماده چگال بیش از چند دهه گذشته نشان دهنده یک کلاس جدید از مرحله انتقال به نام فاز کوانتومی انتقال بوده‌است که در صفر مطلق اتفاق می‌افتد. در غیاب نوسانات حرارتی که باعث گذار فاز معمولی می‌شوند، انتقال فاز کوانتومی با استفاده از نقطه صفر نوسانانت کوانتومی مربوط به اصل عدم قطعیت هایزنبرگ حاصل می‌شود.

## بررسی اجمالی
در مجموعه انتقال فازها دو دسته اصلی وجود دارد: در گذار فاز مرتبه اول، خواص انتقال غیر پیوسته دارند، در حالی که در یک در انتقال فاز مرتبه دوم حالت سیستم به شکل پیوسته تغییر می‌کند. انتقال فاز مرتبه دوم با افزایش نوسانات در فواصل بلند برد مشخص می‌شود. این نوسانات را «بحرانی نوسانات» می‌نامند. در نقطه بحرانی جایی که انتقال فاز مرتبه دوم روی می‌دهد نوسانات بحرانی ناوردای مقیاسی هستند و در سرتاسر سیستم گسترش یافته‌اند. در یک گذار فاز دمای غیر صفر، نوساناتی که در یک نقطه بحرانی گسترش می‌یابند از فیزیک کلاسیک تبعیت می‌کنند چرا که مشخه انرژی نوسانات کوانتومی همواره کوچکتر از از مشخصه انرژی گرمایی بولتزمن یعنی {\displaystyle k_{B}T} است.
در یک نقطه بحرانی کوانتومی نوسانات بحرانی طبیعتی کوانتومی مکانیکی دارند و در فضا و زمان ناوردایی مقیاسی از خود نشان می‌دهد. این بر خلاف نقاط بحرانی کلاسیک است که در آن نوساناتبحرانی محدود به ناحیه‌ای باریک حول انتقال فازاند٫ تأثیر نقطه بحرانی کوانتومی روی دامنه وسیع دمایی بالای نقطه کوانتومی بحرانی احساس می‌شود. از این رو تأثیر بحرانی کوانتوی بدون رسیدن به صفر مطلق دریافت می‌گردد. این حالت کوانتومی بحرانی برای اولین بار در مشاهده شده در فرواکتریسیته در آن فروالکتریک انتقال دمایی فروالکتریک با فشار افزوده به صفر حاصل می‌شود دیده شده‌است.
طیف گسترده ای از فلزات فرومغناطیس و آنتی فرومغناطیس به منظور توسعه رفتار بحران کوانتومی زمانی که انتقال مغناطیسی دمایی با استفاده از ابزار فشار، داپینگ شیمیایی یا میدان مغناطیسی صورت می‌پذیرد مورد بررسی قرار گرفته‌است. در این موارد خواص فلز با نوسانات بحرانی اساساً انتقال می‌یابد و حرکت به شکل کیفی از رفتارمایع فرمی استاندارد به حالت فلزی که مایع غیرفرمی یا فلز عجیب صورت می‌پذیرد. علاقه خاصی به این حالت غیرمعمول فلزی وجود دارد که بر این باور که آن را به عنوان مزیتی قابل توجی در جهت توسعه ابررسانایی نشان می‌دهد.

## یادداشت
1. ↑  Sachdev, Subir. Quantum Phase Transitions by Subir Sachdev (به انگلیسی). doi:10.1017/cbo9780511622540.
2. ↑  Conduit, G. J.; Green, A. G.; Simons, B. D. (2009-11-09). "Inhomogeneous Phase Formation on the Border of Itinerant Ferromagnetism". Physical Review Letters. 103 (20): 207201. doi:10.1103/PhysRevLett.103.207201.